# اچ‌ام‌تی ژونیپر (تی۱۲۳)
اچ‌ام‌تی ژونیپر (تی۱۲۳) (به انگلیسی: HMT Juniper (T123)) یک کشتی بود که طول آن ۱۶۴ فوت (۵۰ متر) بود. این کشتی در سال ۱۹۳۹ ساخته شد.